# 日本における英語
本項目では、（アルファベットを含む）日本における英語（にっぽん、にほんにおけるえいご）について解説する。

## 歴史

### 江戸時代 - 幕末
まず、日本にアルファベット（ラテン文字）が伝えられたのは、1500年代（ポルトガル・スペインなどの宣教師による）という説がある。
1600年にリーフデ号で漂着したウィリアム・アダムス（三浦按針、1620年没）は、豊後国に上陸した初のイギリス人とされる。その後、徳川家康の元で通訳などを務めた。
1808年のフェートン号事件を契機に、幕府は英語知識の必要性を感じたという。長崎の通詞らに命じ、ヤン・コック・ブロンホフの協力を得て1814年に完成したのが、史上初の英和辞典『諳厄利亜語林大成』だった。
1854年（黒船来航の翌年）締結の日米和親条約・日英和親条約を経て、1858年締結の日米修好通商条約の批准書交換のため、「万延元年遣米使節」が派遣された。その使節団の通訳だったジョン万次郎（中浜万次郎）が著した日本初の英会話教本『英米対話捷径』には、全213の日常会話対訳が掲載され、漢文のような返り点が打たれていた。
鎖国が解かれた関係で、1860年代には長崎港・横浜港などの条約港にトーマス・ブレーク・グラバーをはじめとするイギリス商人が居住していた。1861年には長崎・大浦居留地で、日本初の英字新聞とされる『ナガサキ・シッピング・リスト・アンド・アドバタイザー』が刊行された。翌1862年には日本初の本格的刊本英和辞典『英和対訳袖珍辞書』（堀達之助他編）が刊行された。

### 明治時代
明治維新で、西洋式を模範とした近代的な学校制度ができて、外国語としての英語教育が導入された。明治時代では、義務教育の尋常小学校での英語教育が一時導入されたが、後に中断した。
文明開化
各国からの商人の他、殖産興業などを目的として、江戸幕府・政府によって多くのお雇い外国人が日本に招聘されるようになった。
当初、耳から英語を学んだ日本人は「メリケン（American）」のように発音したり表記することがあった。横浜では「ぐるもうねん（Good morning）」のようなものもあった。また、西洋人が飼い犬に対して発した「Come here!」を「カメや!」と思い込み、英語で犬＝カメなのだと勘違いしたという話もある。
文明開化に伴う西洋化による衣食住といった生活様式の環境変化において導入され普及した語（「カーテン」「ベッド」など）もある。対して、和製漢語を創作することで英単語に依存しない動きもあった。和製漢語は蘭学時代にも作られていた が、英語が日本に入って来てからはより一層盛んな造語が行われ、「郵便」「野球」などが作られた。
1885年（明治18年）発行の一円紙幣（日本銀行券）には、表裏ともに英語表記が併記された。
1902年（明治35年）には、在日アメリカ人の子弟を対象とした日本初のナショナルスクール「アメリカンスクール・イン・ジャパン」が開校した。

### 第二次世界大戦中・戦後

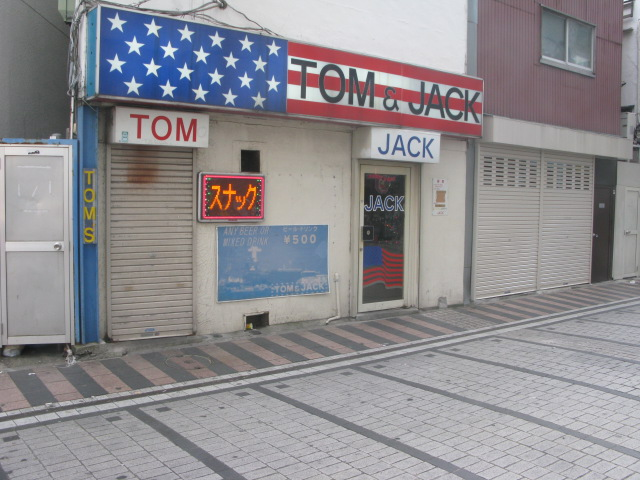
神奈川県横須賀市の「どぶ板通り」

太平洋戦争（大東亜戦争）中、英語は敵性語として排斥された。一方、海軍兵学校においては、井上成美校長の信念で英語教育は継続されていたという。また、諜報員養成を行っていた陸軍中野学校でもその目的上、英語をはじめ敵国語の学習・使用はむしろ推奨されていた。1943年(昭和18年)の11月には、大東亜共栄圏における各国の首脳が日本の東京に集まり、大東亜会議が開催された。この会議では、作業言語として英語が使われた。なぜ敵性語であるはずの英語が作業言語となったかというと、会議の参加者の内、英語を得意としていたフィリピンとビルマ国、自由インド仮政府の首脳への配慮が、求められたからである。
敗戦後の連合国軍占領下の日本（1945年 - 1952年）では、「ギブ・ミー・チョコレート（Give me chocolate.）」などのフレーズに象徴されるように、食べていくために英語を覚えた人たちもいた。
また、1945年（昭和20年）9月3日の「連合国最高指令部指令第二号の第二部十七」では、道路標識や駅名標識、公共施設の看板にヘボン式ローマ字と英語表記の使用命令が書かれた。連合国軍最高司令官総司令部は日本語のローマ字化も目指したが断念した。
進駐軍の駐留キャンプではジャズやカントリー&ウェスタンが演奏され、日本人も参加していた。このようなジャンルの歌は、進駐軍放送ラジオWVTR（後のFEN）でも流れた。アメリカ映画の上映なども含めて、英語が日常に現れた。
変動相場制や円高による海外旅行の一般化に伴い、英語を身に付けようとする人も増えた。カタカナ職業が登場し、英語由来の役職名も続々と導入された。我が子に、西洋人にもいるような名前を付ける一般人も出てきた（森鷗外など明治の文豪では既にそういう例もあった）。
アメリカの統治下にあった沖縄では英語が事実上 の第二の公用語であった。現在でも英語教育を受けた高齢者や米軍基地内で従事して働く軍雇用員・米軍や兵士相手の商売をしている者・米国人と結婚した家族の間では英語を解す人は多い。

#### マスメディアと英語
欧米の映画や楽曲に関して、日本では邦題が付けられる場合もある。
1945年（昭和20年）9月15日発売の『日米会話手帳』は、年末までに360万部の売上を超えた。1946年（昭和21年） - 1951年（昭和26年）には、平川唯一アナウンサー（英語ブームの元祖火付け役ともいわれる）によるラジオ講座『英語会話』（カムカム英語） が人気を呼んだ。逆に、心の中で戦争を引きずり英語を毛嫌いする人たちもいた。
1960年代からタイトルがカタカナの雑誌（その後アルファベットも）が登場し、特にファッション雑誌の紙面は、おしゃれな外来語由来の形容詞などで賑わっていった。
1960年代後半 - 1970年にラジオ番組デビューした、高崎一郎や小林克也といったディスクジョッキー（DJ）は、喋りの中に流暢な英語を散りばめた。その後も、特にFM放送においては英語が堪能なDJ（ハーフの人も多い）が続出した。
1978年（昭和53年）に多国籍編成バンド・ゴダイゴがリリースしたシングル『Monkey Magic』（日本テレビ開局25周年記念番組『西遊記』の主題歌で作詞は奈良橋陽子）は、全編が英語で当時は珍しかったが人気を博した。メインボーカルで主な作曲を担当したのは東京外国語大学英米語学科卒のタケカワユキヒデ。その後も英語を生かした曲を次々と発表した。
1979年（昭和54年） - 1994年（平成6年）まで、日本テレビ系列の『ズームイン!!朝!』には、アントン・ウィッキー（スリランカ出身）による「ワンポイント英会話」という生コーナーが平日毎朝あった。
1987年（昭和62年）には、テレビ朝日系列局で『CNNヘッドライン』が放送開始。バイリンガルの女性キャスターが多用された。商社やマスメディアの特派員など、日本企業の海外進出にともない、英語を含めた外国語を話せる帰国子女が増加していた背景もある。中でも山口美江（サンモール・インターナショナル・スクール出身）は、その後「元祖バイリンギャル」と呼ばれた。
長嶋茂雄、トニー谷（のトニングリッシュ）、ルー大柴（のルー語）などは、日本語の中に英単語を盛り込んだ会話で、しばしば注目を浴びた。
「NOW ON SALE」「Check it out!」「Don't miss it!」「Here we go!」などのフレーズは、例えばCMなどで常套句のように用いられた時期があり、世間に浸透した。

### 現代

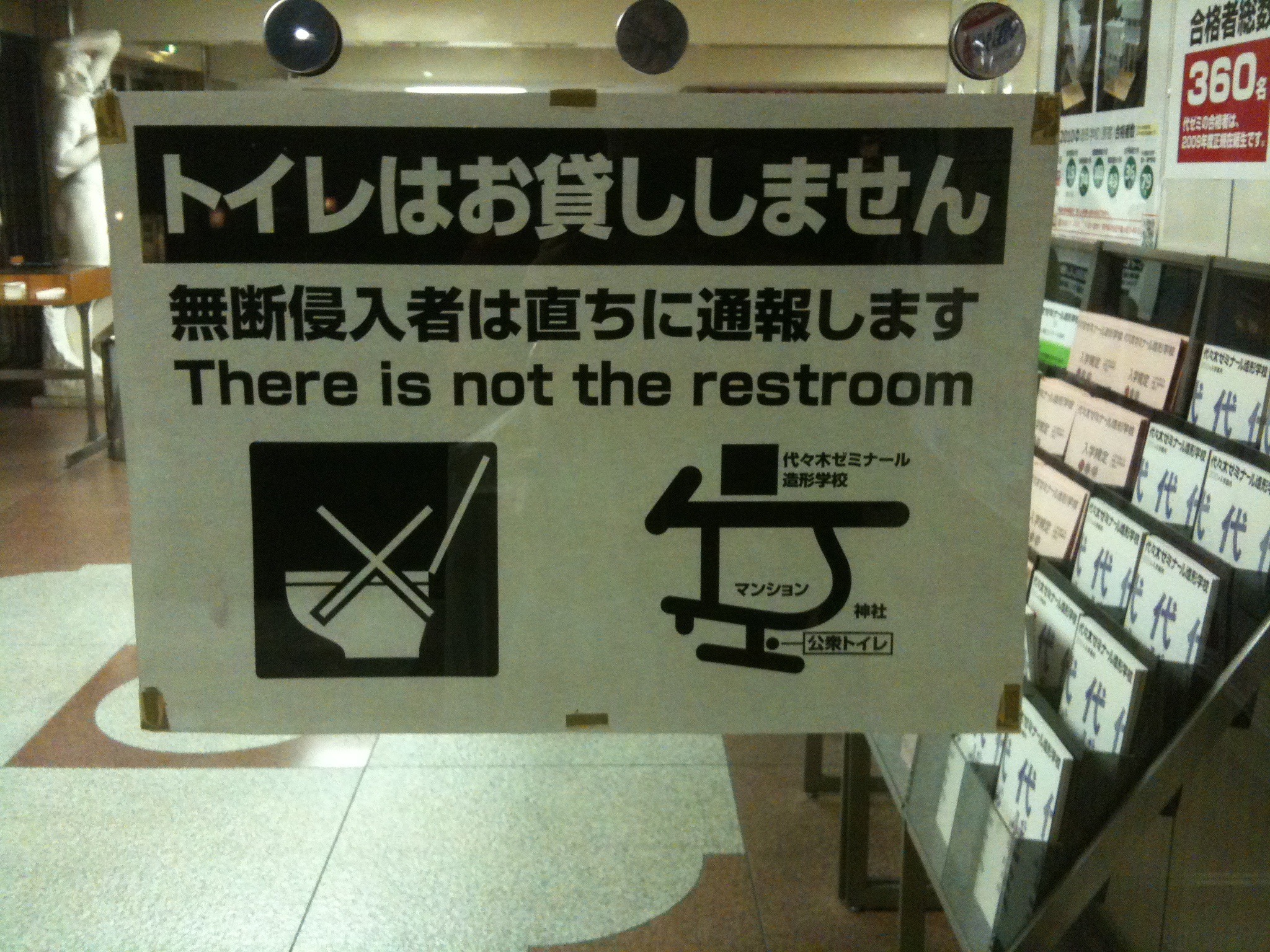
There is not the restroom

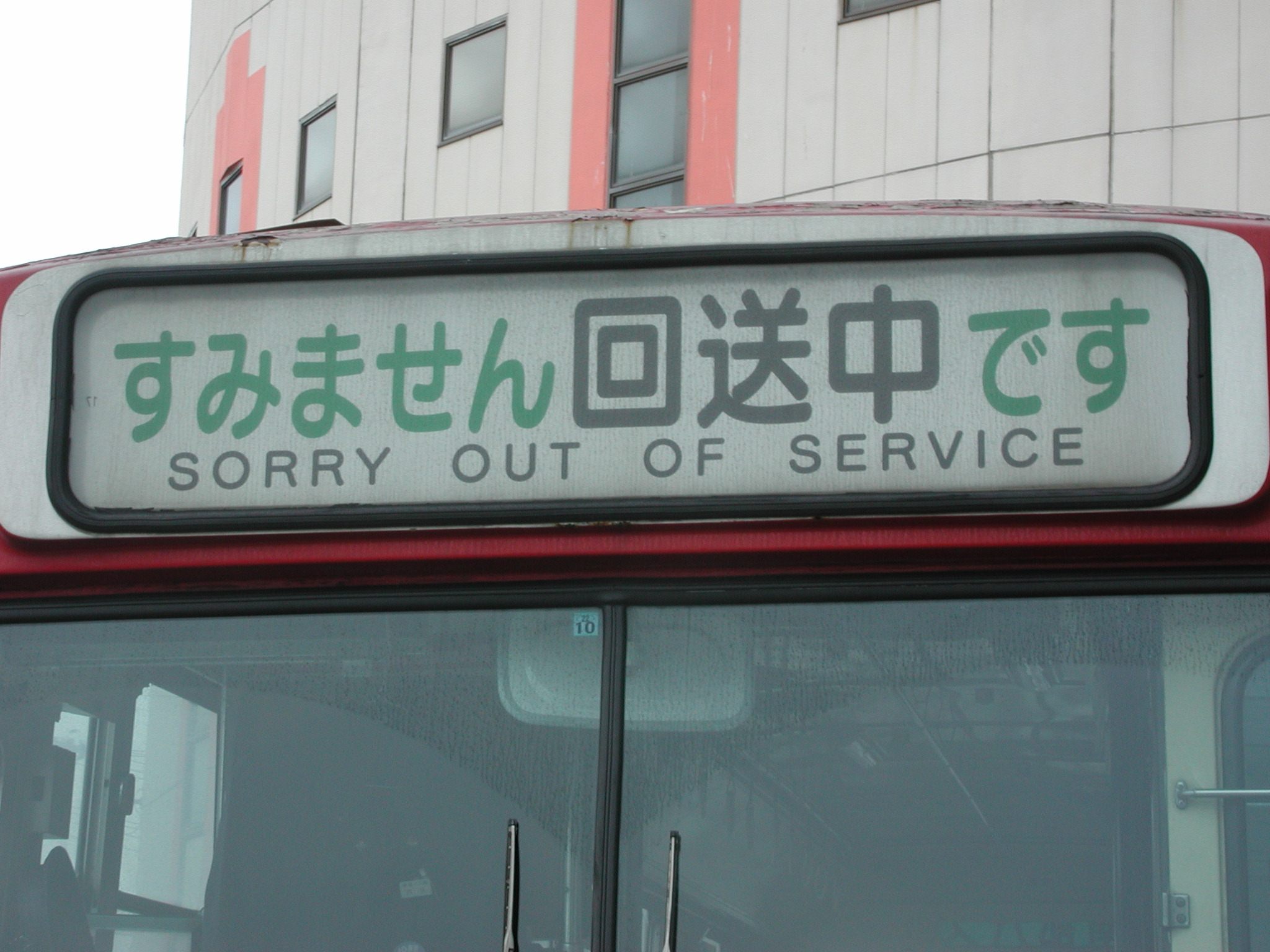
SORRY OUT OF SERVICE

お役所言葉などにおける多音節で馴染みがなく分かりづらいものなど、カタカナ語の氾濫に対し、2000年代に国立国語研究所は、「外来語」言い換え提案を出した。
在日外国人や訪日外国人観光客の増加により、看板などにおける英語併記が増えた。
国際化の進展で国際英語論の高まりとともに、日本企業の海外進出に伴い、社会人に対する英語（英語力）の必要性を求める声も挙がっている。就職試験時にTOEIC・TOEFLの得点や英検の級を基準に採用判断する企業も出てきた。2012年（平成24年）には、日本企業の楽天も、社内の公用語を英語にするに至った。また、ユニクロも社内公用語（母語が異なる人が対象の資料や会議等における）を英語とすることとして、本社社員と店長の約3000人に対して業務として「TOEICスコア700点以上」を義務付けしたりしている。 これらの状況に対し、英語帝国主義の流れであると揶揄する意見もある。
英語力の向上手段としては、英語圏への語学留学の他、母語話者の恋人や友人を作ること、テレビ・ラジオの語学番組による学習などが挙げられる。電子辞書でも聴き取りなど英語学習機能が強化されたものも出ている。ビジネスでは英会話教室や通信販売教材 があり、SNSではLang-8のような無料のものもある。早期英語習得も踏まえて、子供をインターナショナル・スクールに通わせる家庭もある。
2005年（平成17年）、国土交通省は外国人観光客誘致を踏まえて標識の手引きを定めた。「固有名詞はローマ字、普通名詞は英語」というものであり、2013年（平成25年）8月20日、国会議事堂近くの交差点9か所の標識を「Kokkai」から「The National Diet」の表記があるものに取り換えるなど、推進中である（都道府県ごとの道路標識適正化委員会の判断に基づくという）。
2014年（平成26年）4月1日、東京消防庁は「英語対応救急隊」を発足した。2020年の東京五輪・パラリンピックでの外国人増を想定・考慮したもの。
スポーツ界では2019年（平成31年）4月25日、前年12月に日本フェンシング協会会長に就任した五輪銀メダリストの太田雄貴が、協会のパートナー企業が実施する民間英語試験「GTEC」でA2相当を合格しなかった選手は日本代表に選ばないことを発表（2021年から導入）。国際審判らとの意思疎通面や、現役引退後のキャリアを思いやったものである理由を語った。

## 学習・教育
明治維新による近代化以降、特に第二次世界大戦後にかけて、官民ともに、第一外国語としての英語教育が強化されていった。
戦前の日本の英語教育は、主にイギリス英語が主流であった。しかし、戦後から現在に至るまで、日本社会がアメリカの影響を強く受け、学校教育での「英語」や英会話の学習などもアメリカ英語がほぼ主流になっている。
英語の教科書を用いて英米人から学ぶ方法を「正則英語」、対して翻訳式の教授法を「変則英語」と呼んだ時期もあった。
アジアの例えば、アメリカの植民地であった影響から、フィリピンでは理系科目を含め多教科を英語で指導しているが、日本ではそうではない。翻訳書を含め、日本語による教材・専門書も充実している。それは、お雇い外国人以後の日本人指導者育成の観点もあり、明治期から専門用語の和製漢語化が顕著だったことによる、という指摘もある。
学校教育においては、戦後は「外国語」という教科の1科目という扱いになっているが、殆どの学校では英語が選択されている。
覚える英単語数については、1960年代には6700 - 6800であったが（後述書）、ゆとり教育時になると2200になり、その後は2600となっている。3000字以上覚えれば、大抵の（英字）書物や新聞が読めるようになるという主張自体は明治期から見られ、新渡戸稲造は『修養』（明治44年刊）第十七章「迎年の準備」内の「知識の貯蓄を増すことも必要」の項において、1日に文字を3つずつ覚え、3年で3千字覚えるアドバイスをした2人の上達を紹介している（新渡戸自身はこの方法でドイツ語も覚えたが、1日1字でもよいと記している）。英単語の学習書としては、1967年発売の森一郎『試験にでる英単語』はロングベストセラーとなった（それ以前の1942年に刊行された赤尾好夫『英語基本単語熟語集』＝通称：赤尾の豆単、1935年の『英語基本単語集』が前身もまた人気を博した）。
戦後間もない初等英文として定番だったのは「This is a pen.」。1949年三省堂の教科書に登場した。なお、これをそのままザ・ドリフターズの荒井注は用いて、自身の代表的ギャグの一つとなった。同じpenでもピコ太郎は2016年、「I have a pen.」で歌詞が始まる楽曲『ペンパイナッポーアッポーペン』で一躍話題を集めた。
2002年度（平成14年度） - 2009年度（平成21年度）にかけて、「スーパー・イングリッシュ・ランゲージ・ハイスクール（SELHi）」という文部科学省主導のプロジェクトがあった。
2011年度（平成23年度）から、文部科学省の新学習指導要領で、小学校での外国語（英語）活動が必修となった。
2013年度（平成25年度）から、英語の授業は、高校1年生から原則として英語で行うこととなった。
また、同じく2013年（平成25年）に文部科学省が、翌年度から全国約50校を、英語を重視した「スーパーグローバルハイスクール」（略称SGH）として指定する方針を発表した。

### 入試
文系の大学入試における英語科目は、「国語」と同じかそれ以上の得点比率になっている大学が多い。大学入試センター試験では、「外国語」における英語選択者には、2006年度（平成18年度）から「英語（リスニング）」の受験が必須となった。
また、大学受験のための英語は、特に「受験英語」とも呼ばれる。

## 表記・発音・アクセント
| 腕時計の都市表記（カシオ計算機「OCEANUS」） |  | カップヌードル「ド」が小さく上付きなのは、英語の正確な発音を表現するためと、複数のテレビ番組で日清食品広報部が回答している。  |
| 腕時計の都市表記（カシオ計算機「OCEANUS」） |  | カップヌードル 「ド」が小さく上付きなのは、英語の正確な発音を表現するためと、複数のテレビ番組で日清食品広報部が回答している。 |

表記
英語とともに、横書き・アラビア数字も日本にもたらされた。
完全な英語依存を避けるため、略語としての頭字語と和訳名を併用する場合がある（「NATO（北大西洋条約機構）」など）。「珈琲」「檸檬」などの当て字や、「噸」「瓲」（どちらもトン）などの和製漢字（国字）、KY語も生まれた。
ブとヴ（後者は「在外公館名称位置給与法」の改正などで使用減退傾向）、長音符 などカタカナ表記において、ばらつきの有る語もある。例えば、「エンターテインメント」（entertainment, エンターテイメント、エンタテイメント、エンタテインメント）、「ユニフォーム」（uniform, ユニホーム）。
四つ仮名に関して、近年は「d」「g」表記の英語も「j」「z」と一緒くたに扱い、ヂとヅは用いずにジとズへ統一されつつある。かつては、ビルヂング、ヂブラルタル、フーヅやキッヅなどが見られた。
明治期には独創的な試みも存在したが、現代のかな（カナ）表記は単純化され、「r」と「l」は同じら行扱いにされて区別ができず、「f」と「h」（は行）の区分も曖昧にされてきた（多くの語はfだが、hのフードやフーリガンなど）。また、「th」（無声歯摩擦音）の表記も特別には存在しない（さ行で転写することが主流）。
発音・アクセント
（和製英語も含めた）カタカナ表記に併せることによる発音の束縛が、ネイティブのそれとかけ離れていることを懸念する声もある。一方で「アンビリーバボー」（Unbelievable, アンビリーバブル）のように、英語側に寄せようというものも登場してきている。なお、そもそも日本語は子音の後に母音を挿入して音節を形成するのが原則で、英語学習の際には、そのように安易に「修復」してしまう人が多いという指摘もある。
いわゆる「空耳英語」としては「掘った芋いじるな」≒「What time is it now?」が有名である。また「揚げ豆腐」≒「I get off」も広く知られている。しかしそれ以外には、世の中に定着した例は少ない。
なお、特に首都圏の若年層を中心とした、外来語アクセントの平板化傾向を指摘する1999年の研究調査もある。
日本語話者が英語を学ぶ際、特に/r/と/l/の音は聞き分けが困難なものの筆頭に挙げられ、その習得に関しては様々な議論や研究がなされている。詳細は日本語話者による英語の/r/と/l/の知覚を参照のこと。

## 日本国内における英語方言
上記のような例とは別に、日本国内独自の英語方言および英語を土台とした言語というものもごく少数ながら存在する。

### 小笠原諸島における英語
小笠原諸島においては1830年にナサニエル・セイヴァリーら欧米系島民が日本人より先に入植した事から、19世紀後半には日本語と並行して東ニューイングランド英語をベースとし日本語（特に八丈方言）や太平洋諸島の諸言語の影響を受け準クレオール化した独自の「ボニン英語」が話されていた。のちに第二次世界大戦後にアメリカ合衆国による統治が行われてた影響で一般米語やハワイ・クレオール英語影響も強まったが、同時に家庭内など非公式の場においては日本語も併用され続けた。これらの要因が重なった結果、特に本土復帰前の世代において日本語と英語それぞれの文法構造と音韻構造を保ったまま頻繁に双方を織り交ぜる話法が醸成された（ダニエル・ロングはこれを小笠原混合言語（Ogasawara Mixed Language, OLM）という混合言語であるとしている）。ただし、本土復帰以降は日本語化が急速に進み、それ以降の世代においては固有名詞などに「ボニン英語」の要素が残る程度となっている。

## ギャラリー

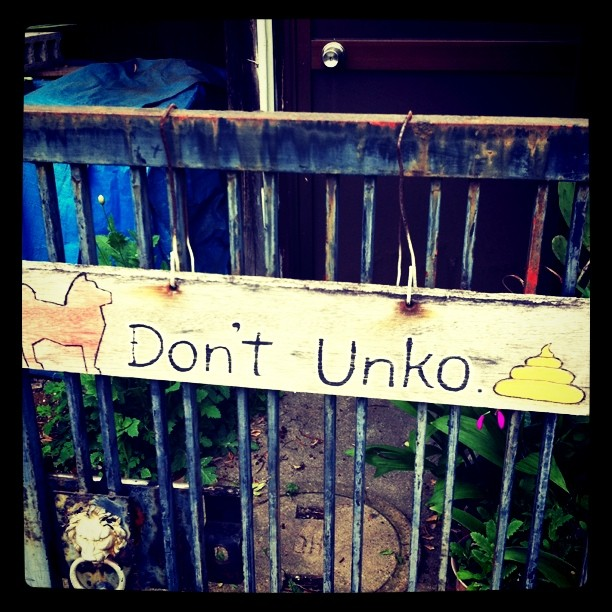
Don't Unko.
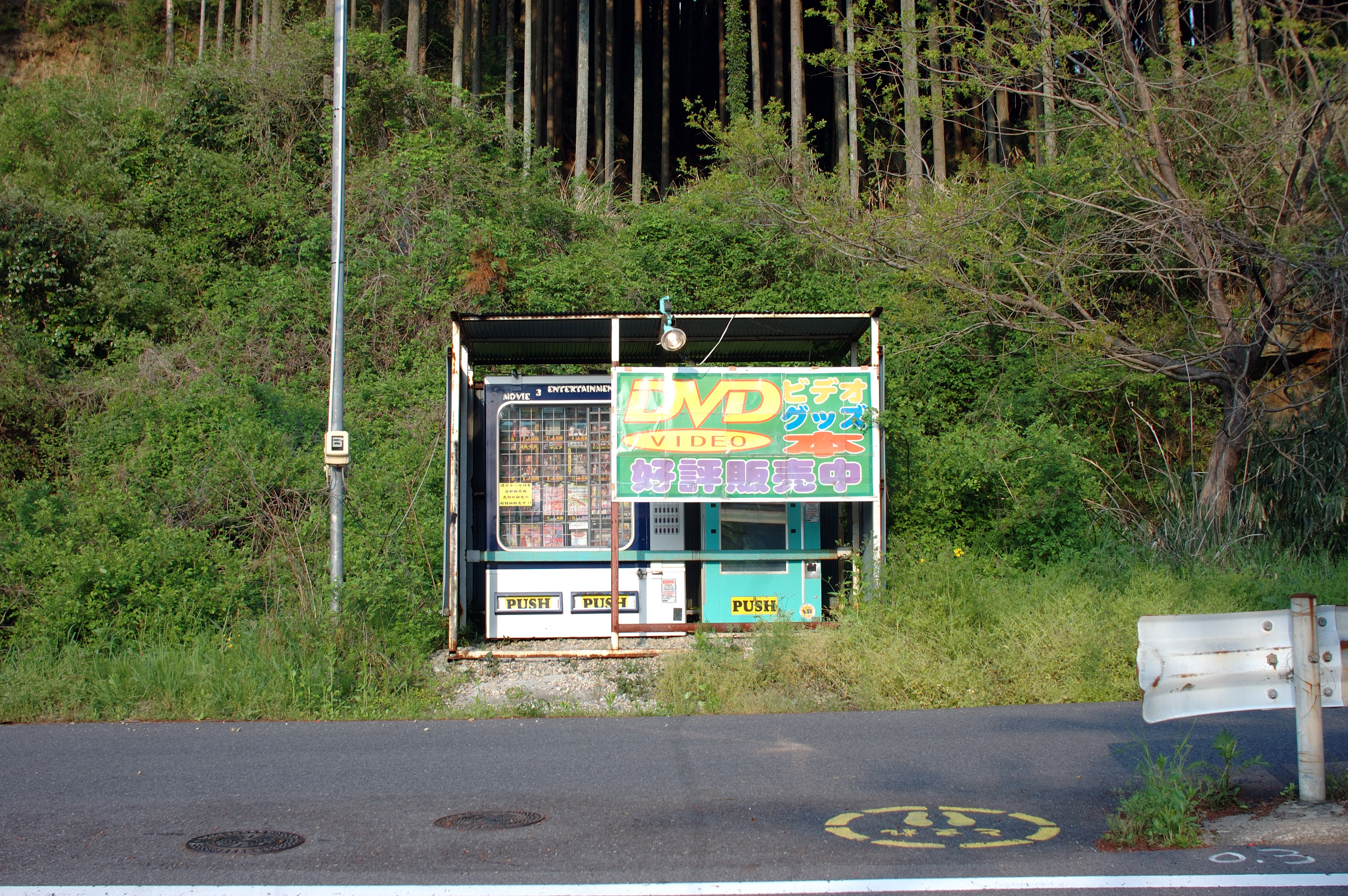
PUSH
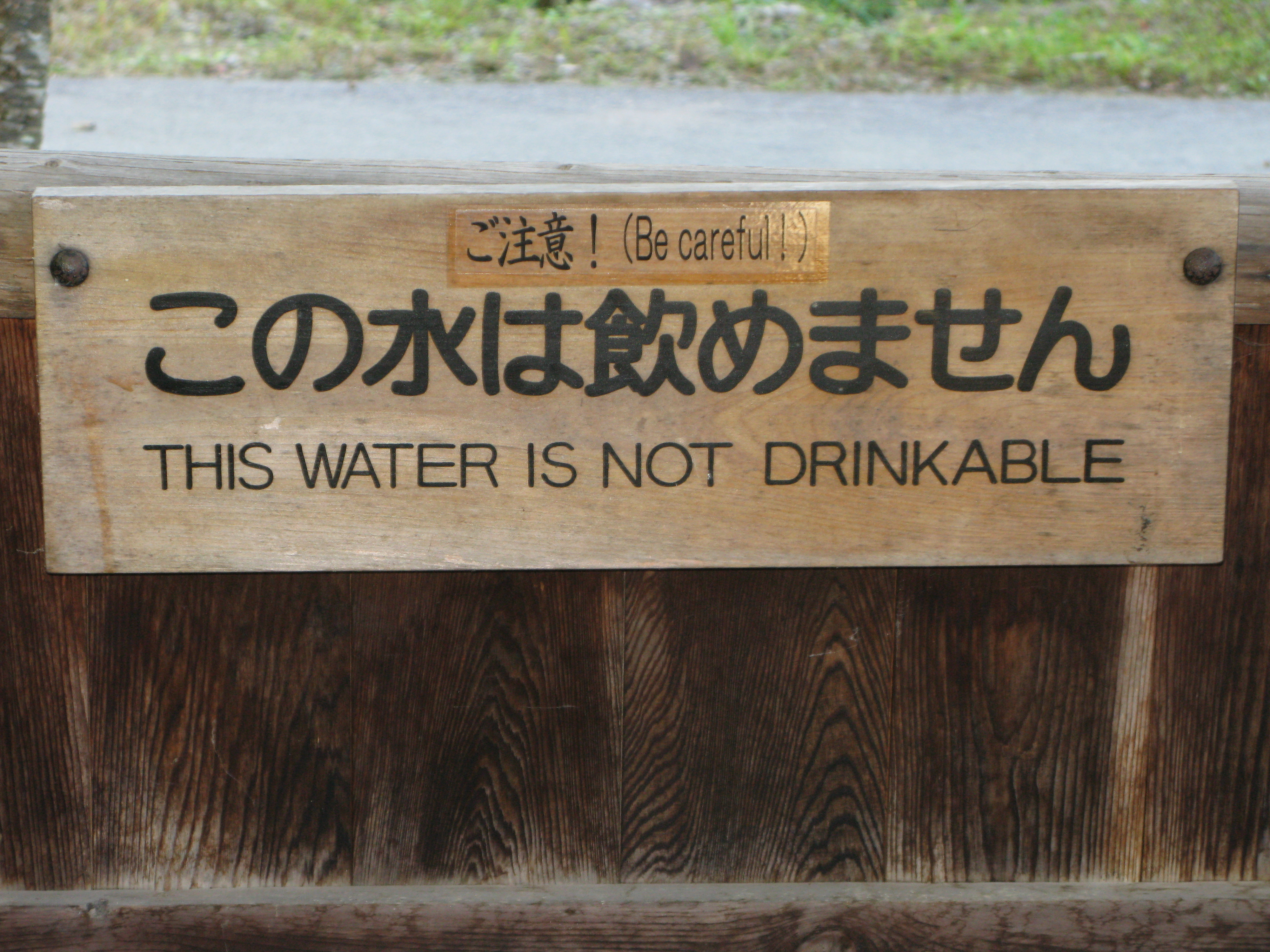
THIS WATER IS NOT DRINKABLE
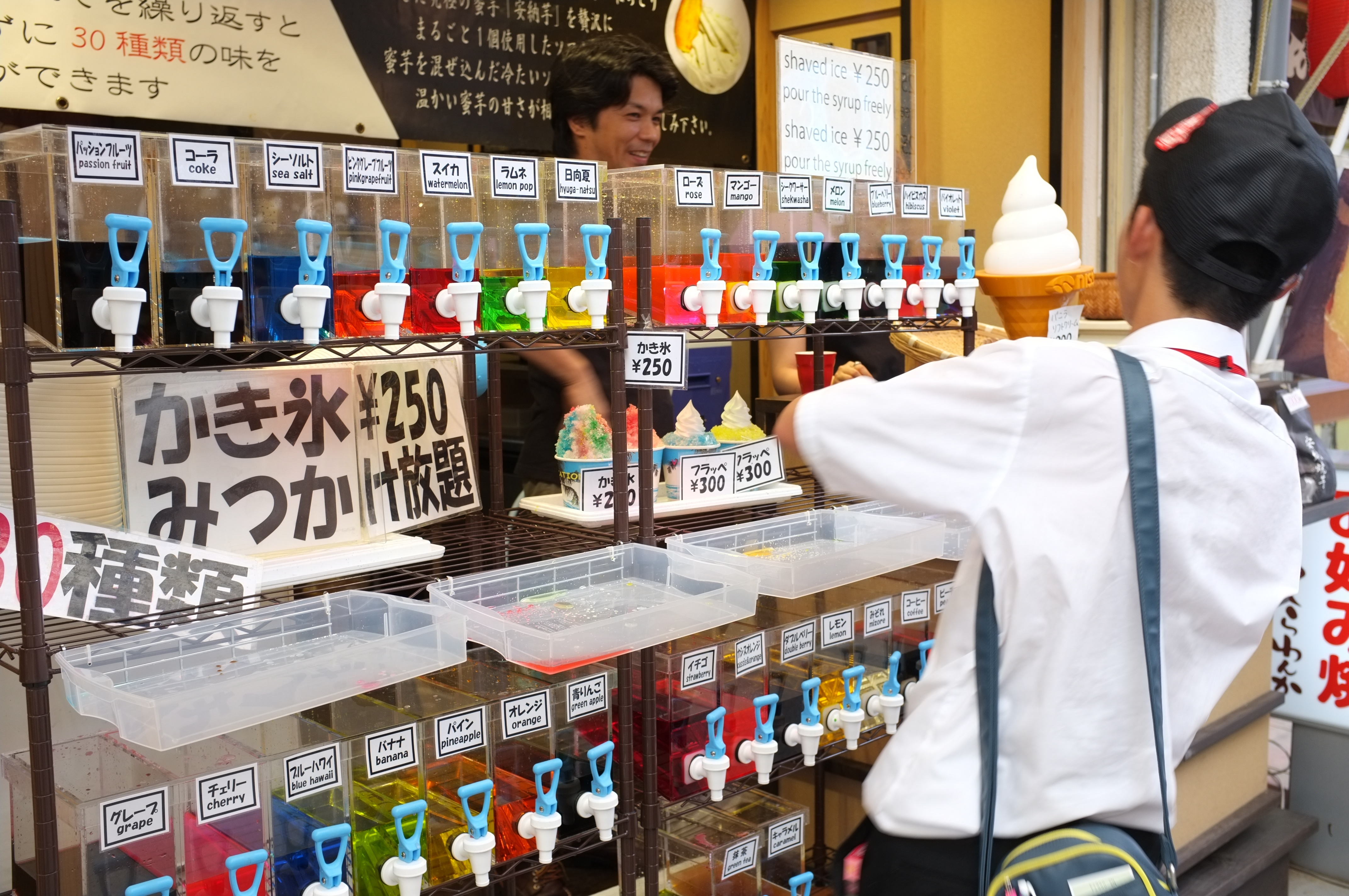
かき氷のシロップ名
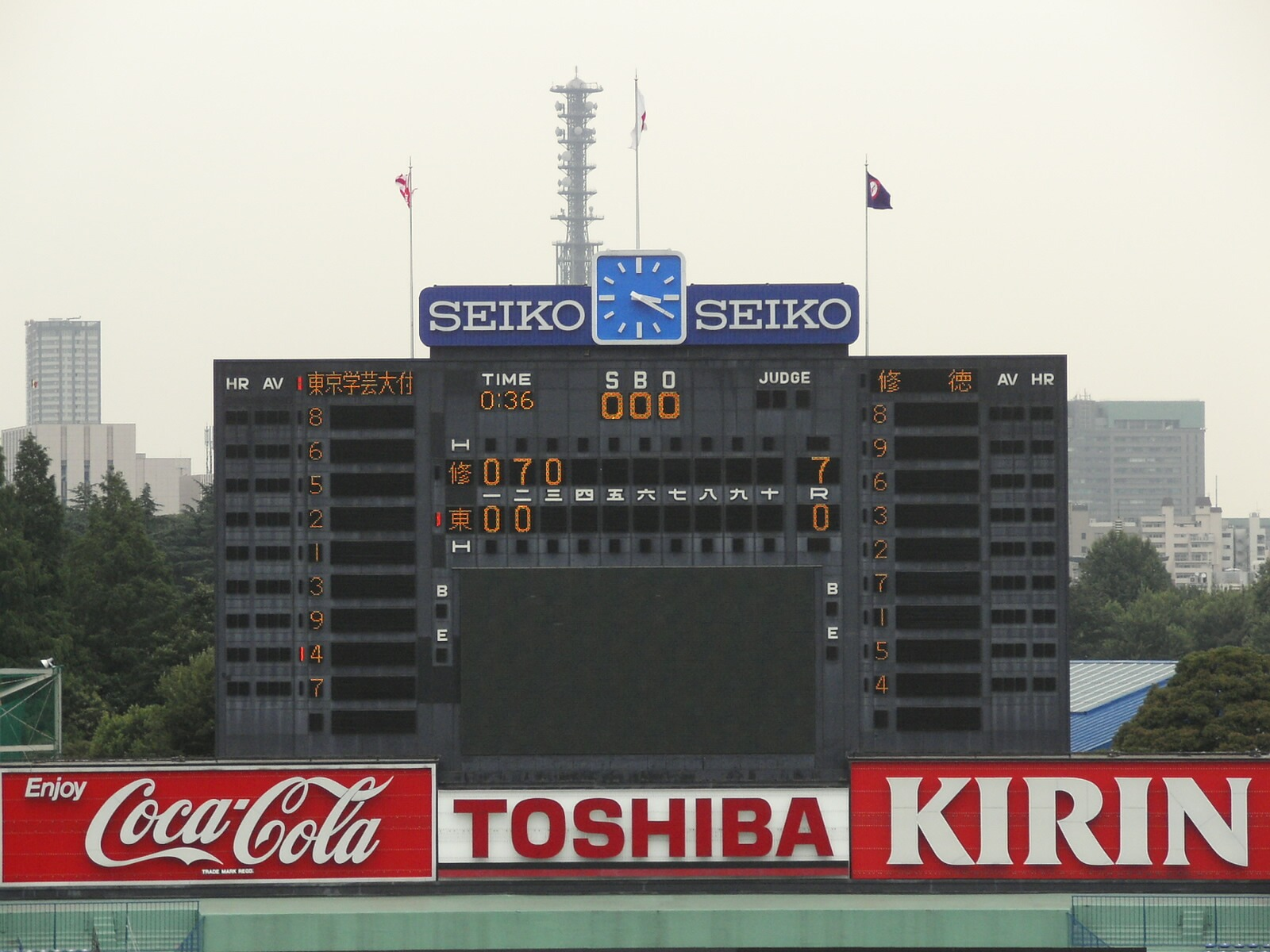
スコアボード（神宮球場、2007年）
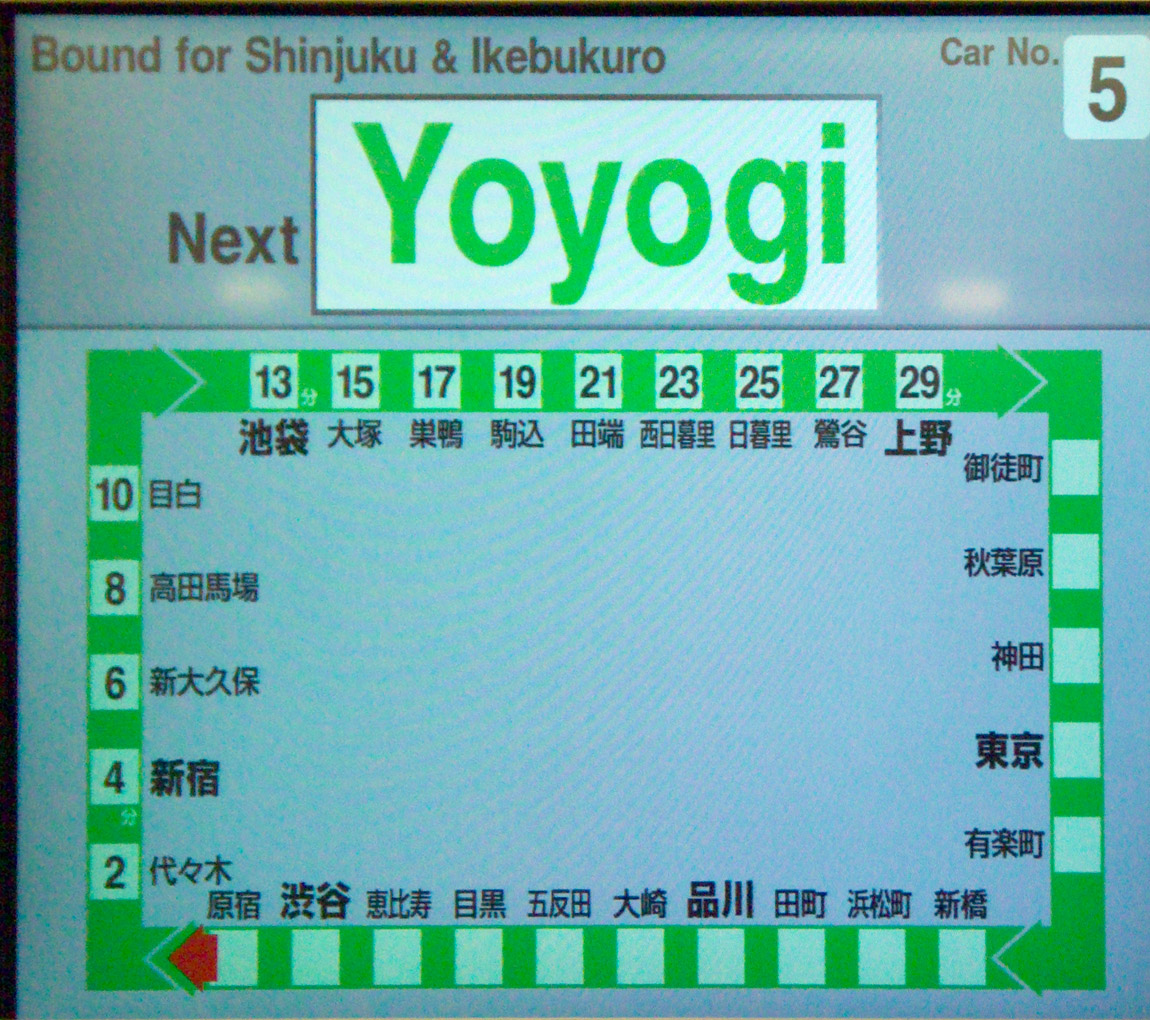
山手線車内
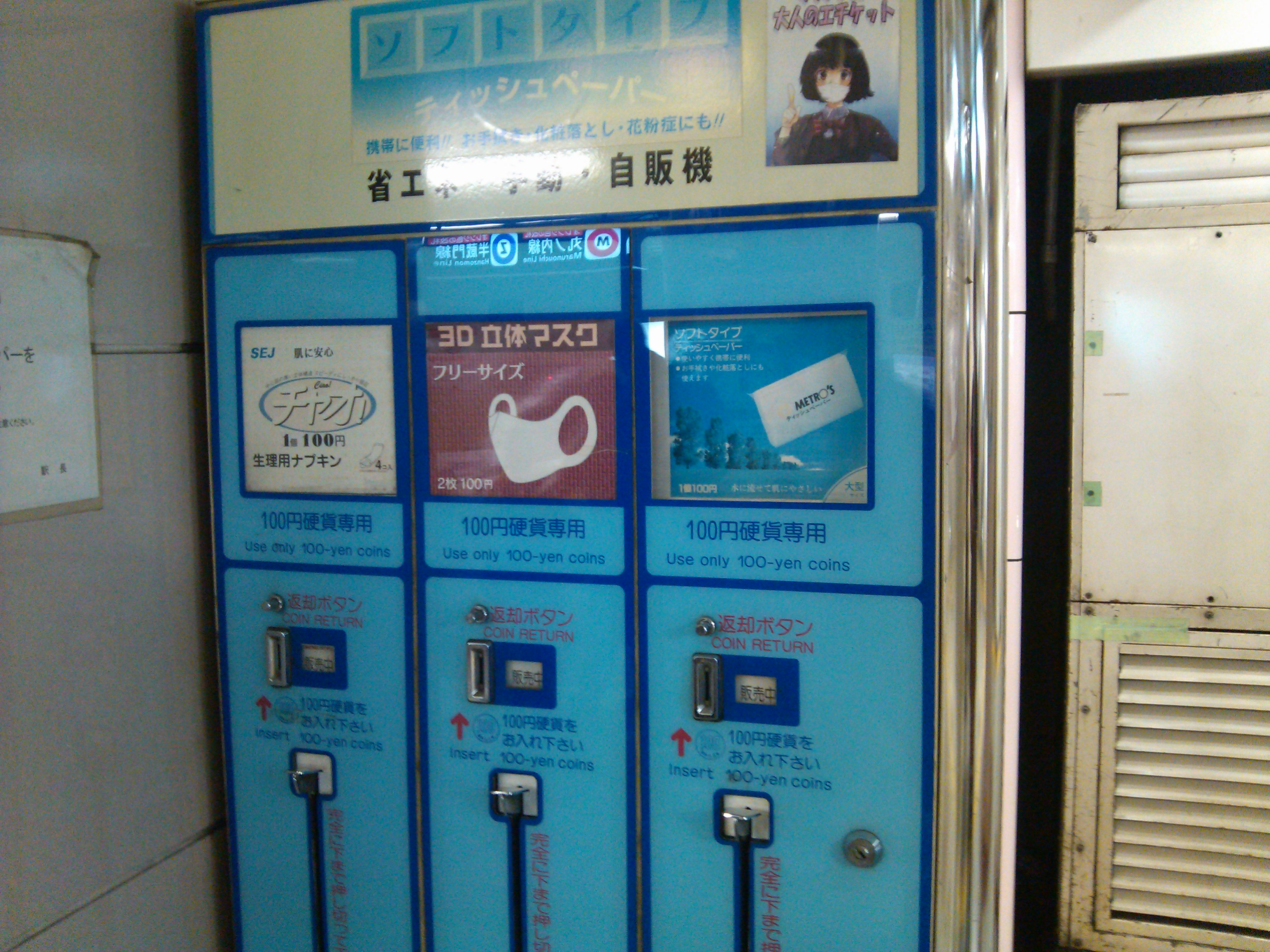
自動販売機使用方法のバイリンガル表記
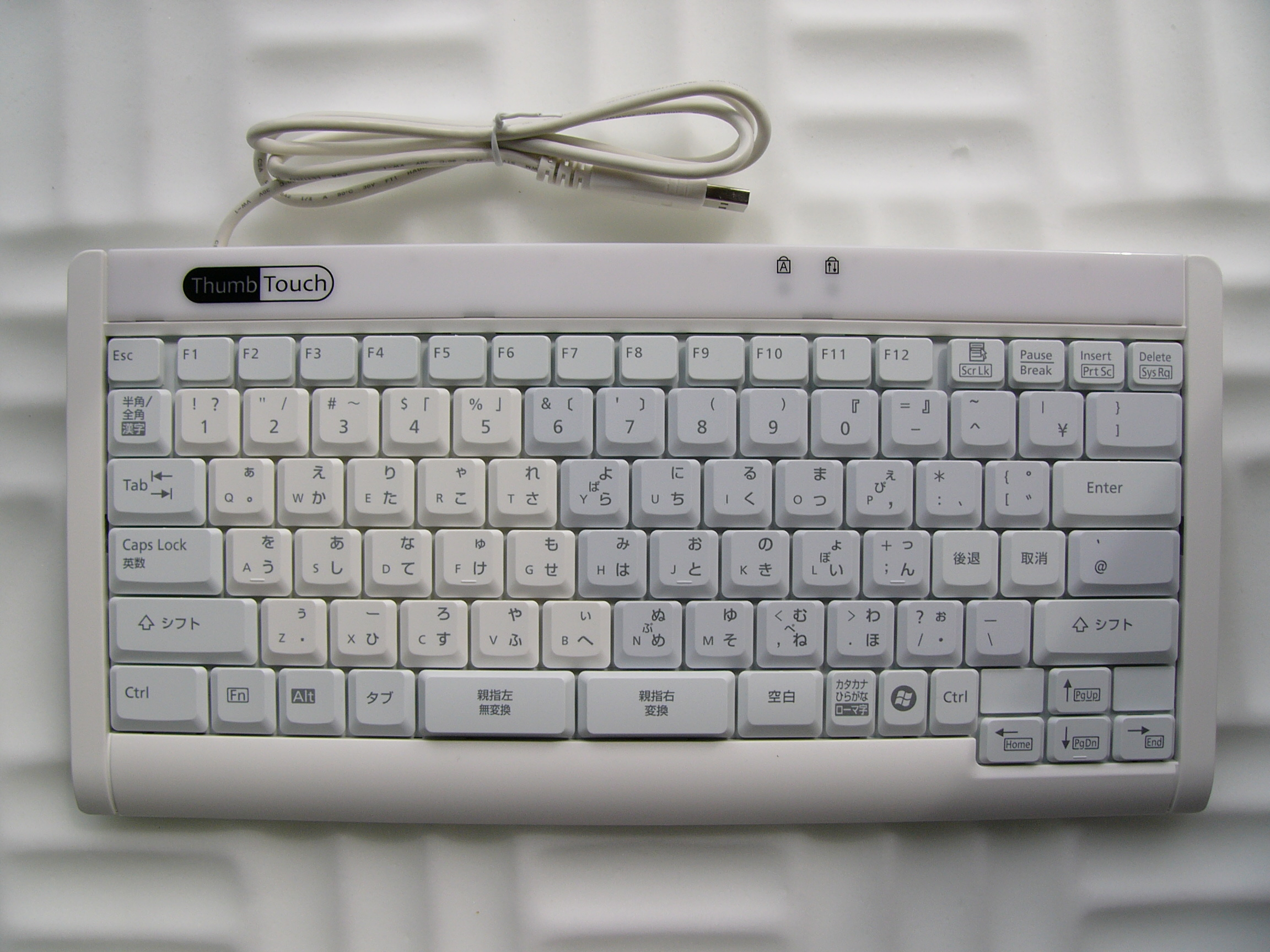
親指シフトキーボード
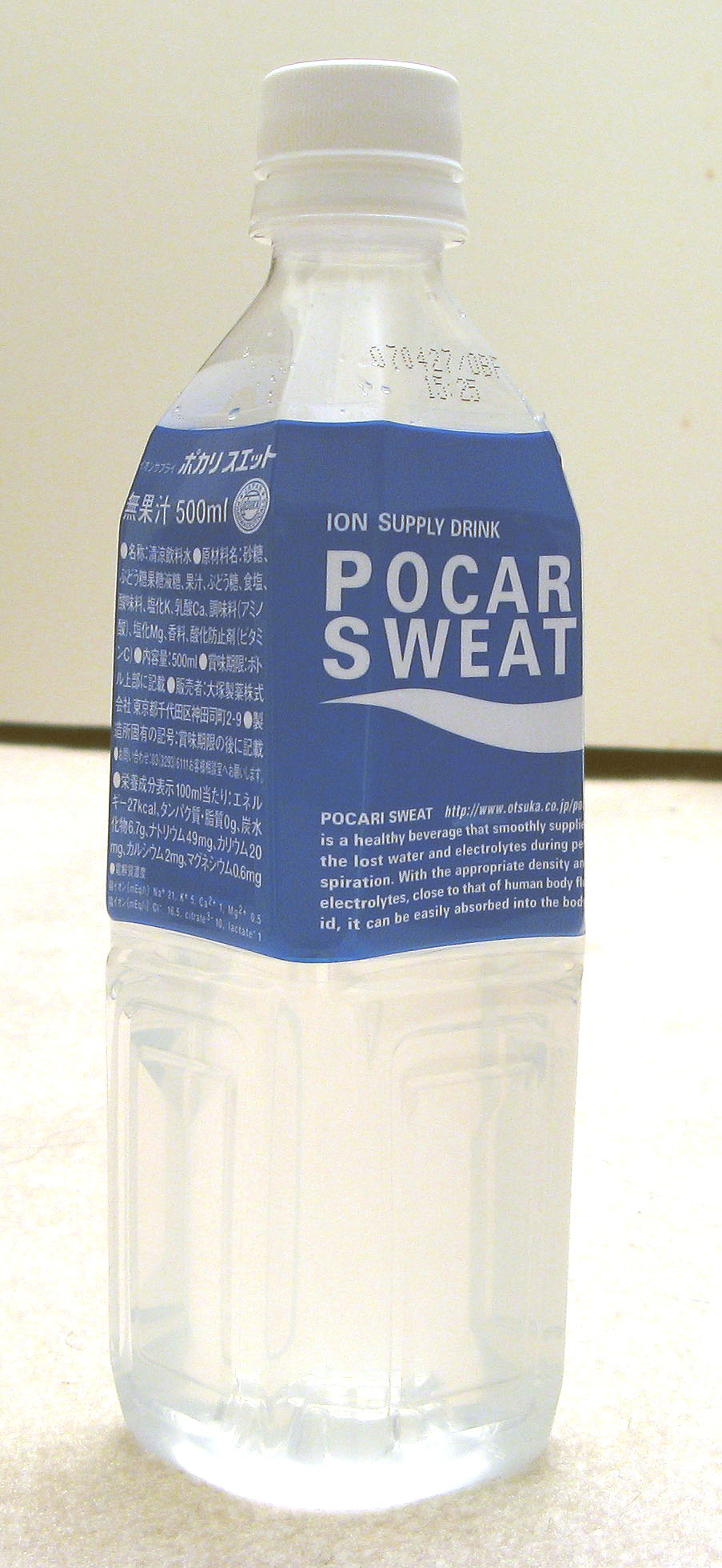
パッケージデザイン（ポカリスエット）
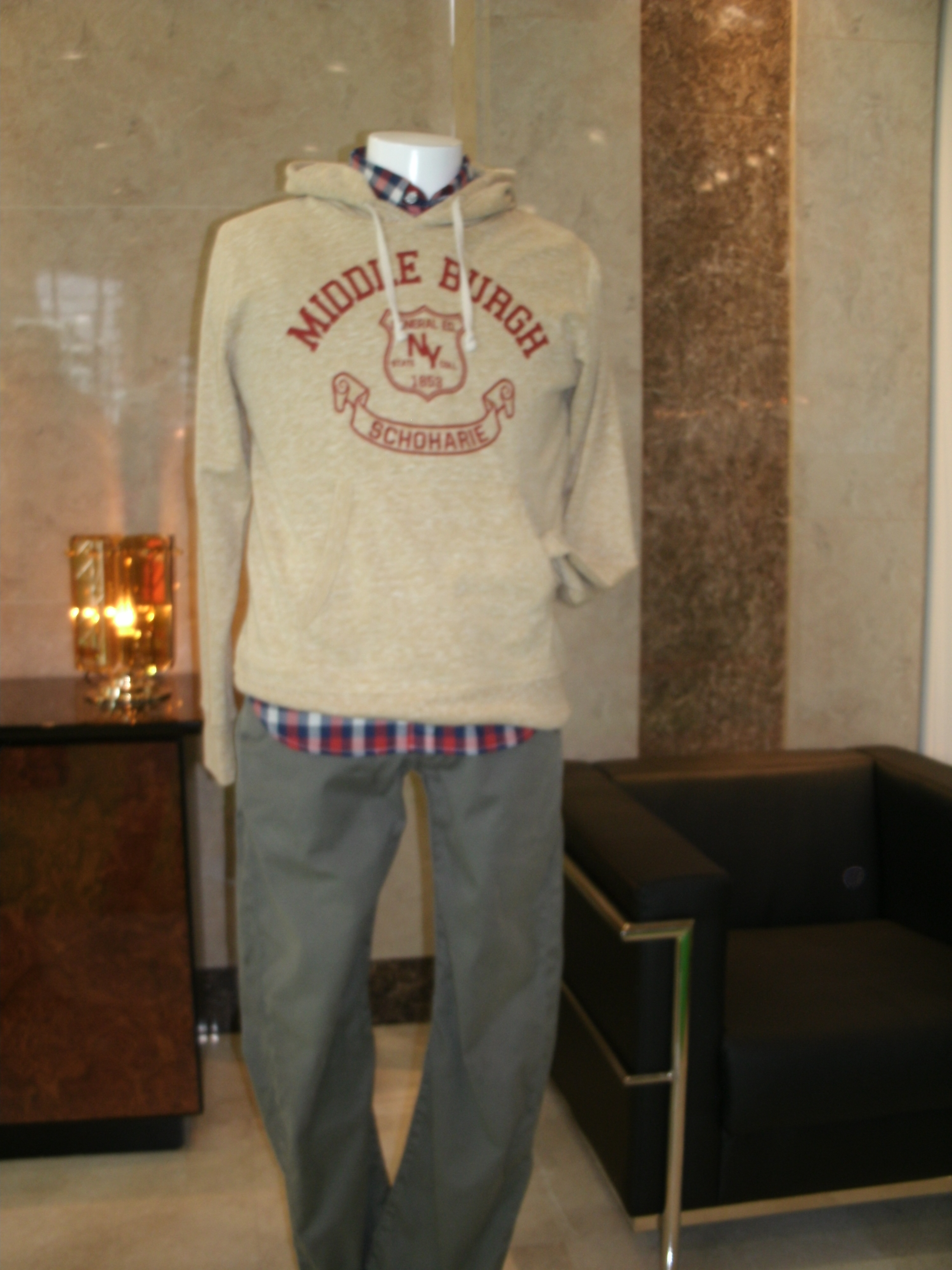
パーカー（MIDDLE BURGH）
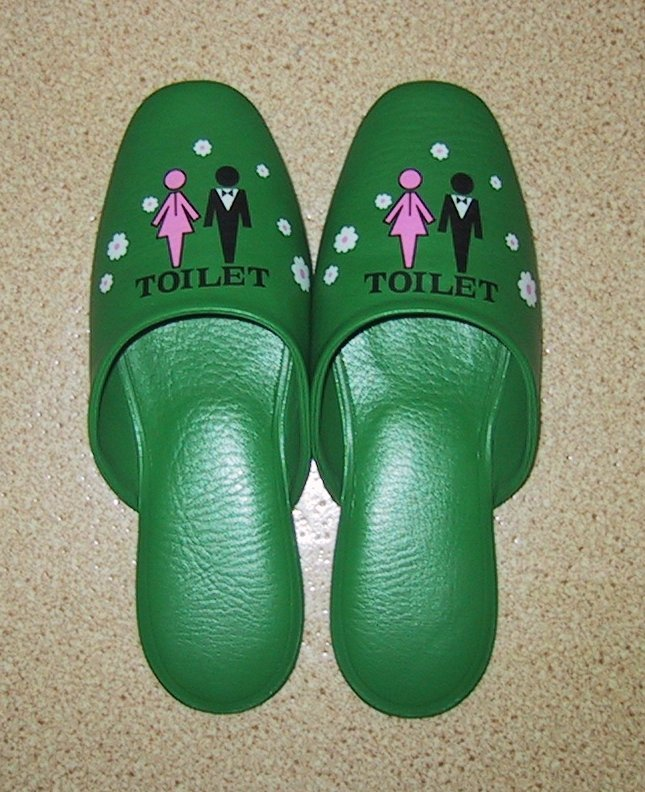
TOILET用のスリッパ

## 関連文献
- 杉本つとむ『日本翻訳語史の研究』（増訂）八坂書房〈杉本つとむ著作選集〉、1998年。ISBN 4896947746。全国書誌番号:99029957。
- 茂住実男 『洋語教授法史研究』（1989年、光文社）
- 永嶋大典 『新版蘭和・英和辞書発達史』（1996年、ゆまに書房）
- マーク・ピーターセン 『日本人の英語』（1988年、岩波新書）
- 田中章夫『日本語雑記帳』（2012年、岩波新書）
- 千代崎秀雄 『日本語になったキリスト教のことば』（1989年、講談社）
- 施光恒『英語化は愚民化 : 日本の国力が地に落ちる』集英社〈集英社新書〉、2015年。ISBN 9784087207958。全国書誌番号:22619749。
- 白石良夫『かなづかい入門 : 歴史的仮名遣vs現代仮名遣』平凡社〈平凡社新書〉、2008年。ISBN 9784582854268。全国書誌番号:21461494。